# 塔坊镇
塔坊乡，是中华人民共和国安徽省黄山市祁门县下辖的一个乡镇级行政单位。

## 行政区划
塔坊乡下辖以下地区：
塔坊村、响潭村、高源村、阳光村、高峰村、群星村、培前村、候潭村和柯岭村。